# Museu Nacional de Arte Ocidental
O Museu Nacional de Arte Ocidental é um museu de Tóquio, no Japão, dedicado exclusivamente à arte do ocidente.
O museu foi criado em 1959 a partir da Coleção Matsukata, e está instalado em um edifício projetado por Le Corbusier. Seu acervo contém obras de arte do século XV ao século XX. O prédio principal abriga a seção de pinturas anteriores ao século XVIII, com peças importantes de autores como Veronese, Rubens, Van Ruysdael e Ribera.
Uma nova ala foi criada para abrigar a pintura do século XIX ao século XX, incluindo peças de Delacroix, Courbet, Manet, Renoir, Monet, Van Gogh, Gauguin,  Picasso, Soutine, Miró, Dubuffet, Pollock e vários outros mestres, além da coleção de desenhos e gravuras, que abrange um período de cinco séculos. Destacam-se criações de Boucher, Fragonard, Delacroix, Rodin e Cézanne nos desenhos, e de Dürer, Holbein, Rembrandt, Callot, Piranesi e Goya nas gravuras.
O museu também possui uma extensa coleção de esculturas de Rodin, com cerca de 60 trabalhos do artista, e outras obras de Carpeaux, Bourdelle e Maillol.

## Galeria

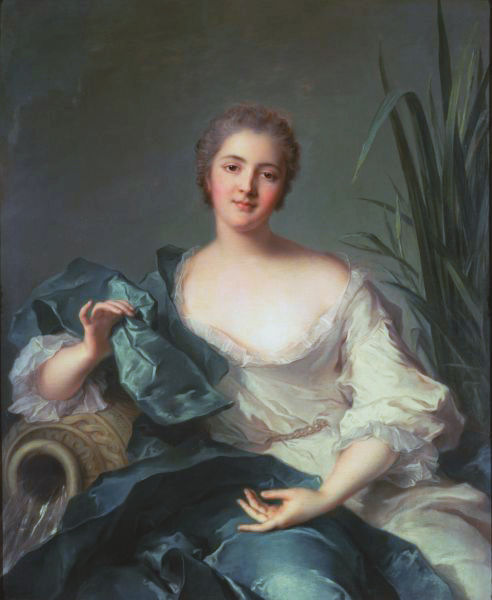
Nattier: Retrato de Marie Henriette Berthelet de Pleuneuf
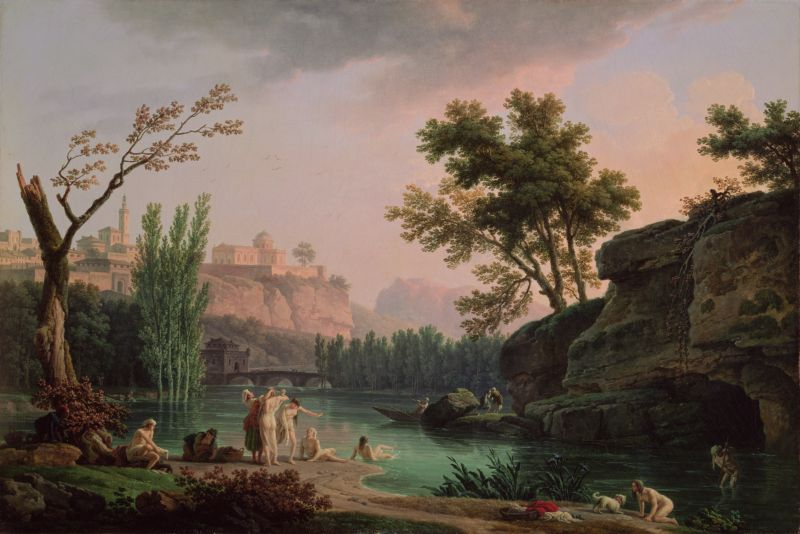
Vernet: Entardecer de verão na Itália
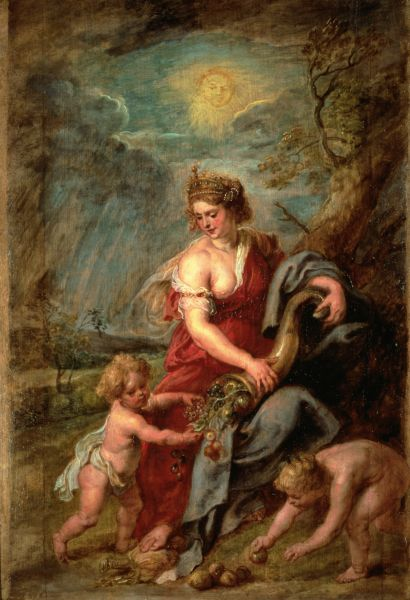
Rubens: Abundância
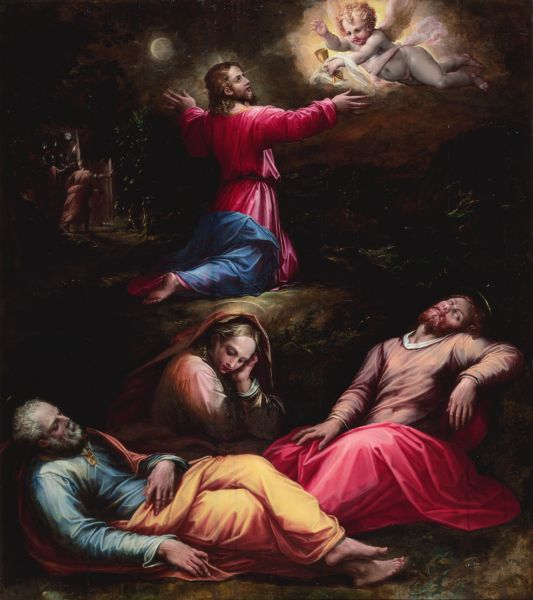
Vasari: O jardim do Getsêmane

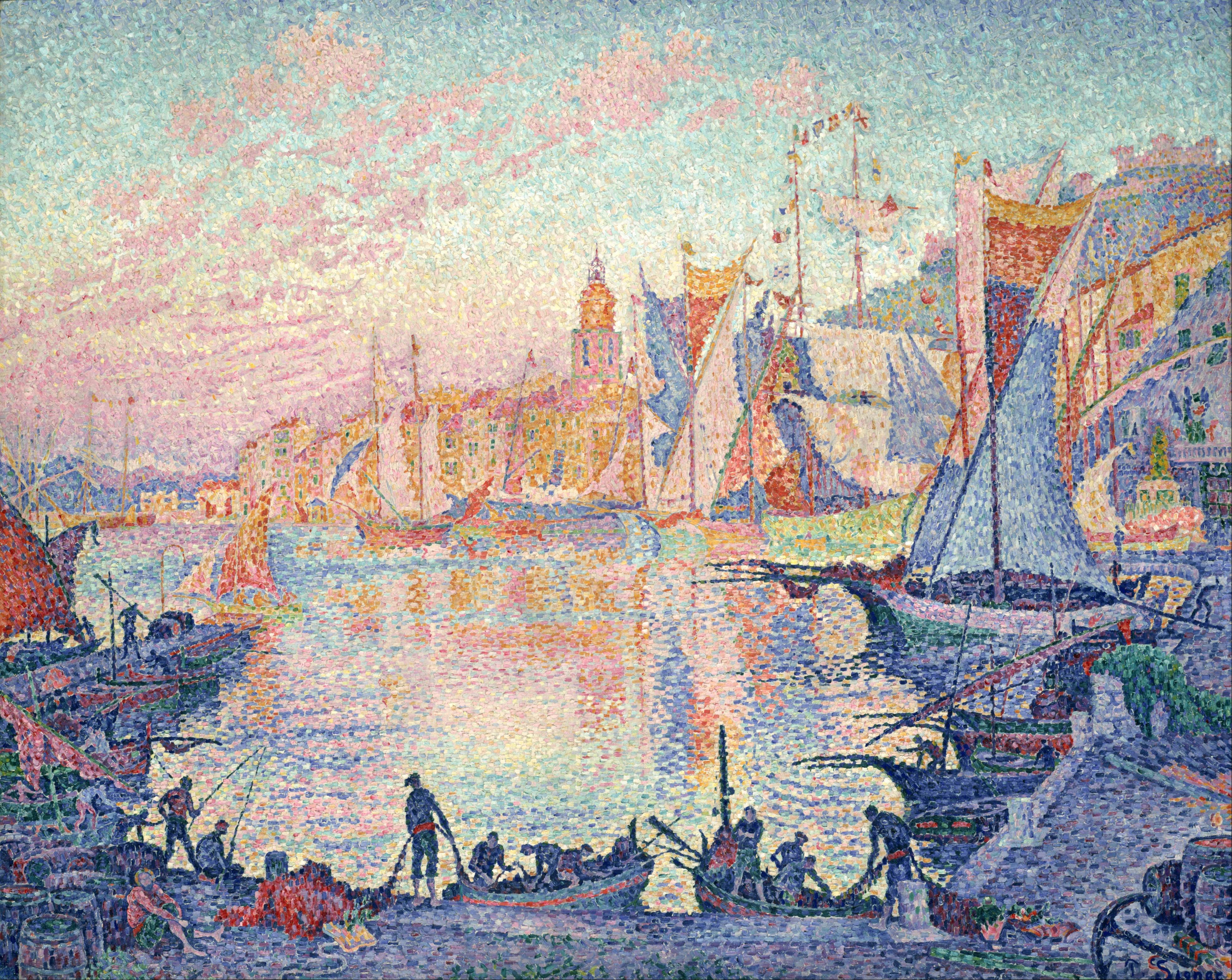
Signac: O porto de Saint-Tropez
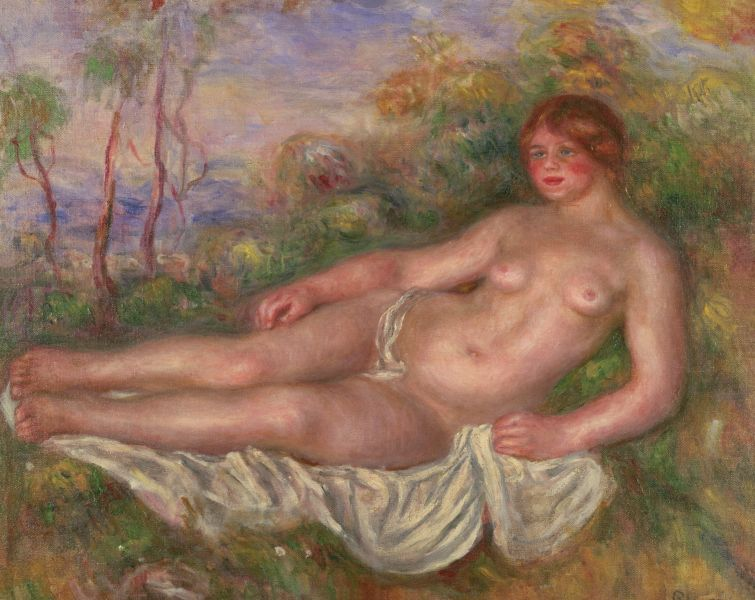
Renoir: Banhista reclinada
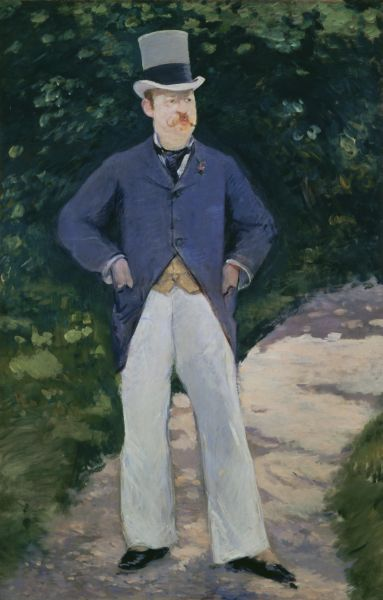
Manet: Retrato do Sr. Brun
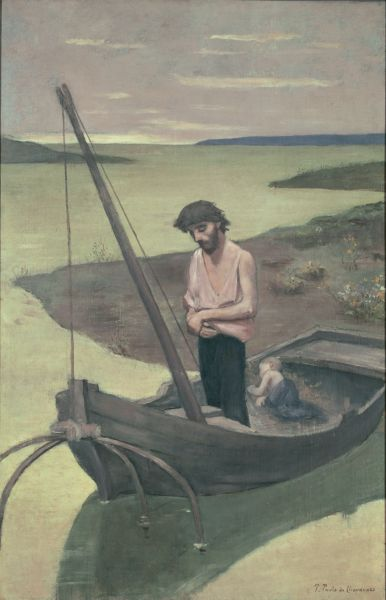
Chavannes: Pobre pescador